# Baden Baden-Powell

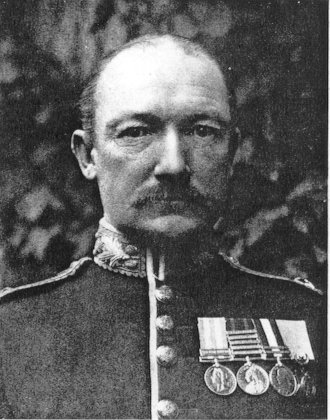
Baden Fletcher Smyth Baden-Powell

Baden Fletcher Smyth Baden-Powell, FS, FRAS, FRMetS (* 22. Mai 1860; † 3. Oktober 1937) war ein britischer Offizier und Pionier der Militärluftfahrt und zeitweilig Präsident der Royal Aeronautical Society.

## Familie
Baden Baden-Powell war der jüngste Sohn von Reverend B. Baden-Powell, der Professor für Geometrie an der Oxford University war. Sein Vater starb kurz nach seiner Geburt. Seine Mutter Henrietta Grace Smyth war die dritte Ehefrau vom zuvor zweifach verwitweten Baden-Powell und gilt als begabte Musikerin und Künstlerin. Zu seinen insgesamt neun Geschwistern zählen Robert Baden-Powell, 1. Baron Baden-Powell, der Gründer der weltweiten Pfadfinderbewegung, sowie Agnes Baden-Powell, die erste Weltführerin der Pfadfinderinnen nach deren Gründung im Jahr 1910. Er gilt als derjenige, der seinen Geschwistern nahelegte, auch flugbezogene Aktivitäten in die Arbeit der Pfadfinder aufzunehmen.

## Militärische und politische Karriere
Baden Baden-Powell diente von 1882 bis 1902 in der British Army und stieg bis in den Rang eines Majors auf. Er nahm am Zweiten Burenkrieg teil und war einer der ersten, der die Bedeutung von Stacheldraht in militärischen Konflikten erkannte. Stacheldrahtverhaue waren im Verlauf dieses Konflikts von Briten eingesetzt worden, um die Bewegungsfreiheit der Buren einzuschränken. Im Verlauf des Krieges waren nicht weniger als 3700 Meilen von den Briten errichtet worden. Die Kosten für dieses System, mit denen die Briten schließlich das Veld unter ihre Kontrolle brachten, betrugen 300.000 Pfund, nur ein Bruchteil der britischen Kriegskosten von mehr als 200 Millionen Pfund. Weitsichtig hielt Baden-Powell bereits 1903, kurz nach Ende des Konflikts fest:

“Barbed wire may be considered as an important innovation in modern warfare, and is likely to be largely employed in future wars.”

„Stacheldraht kann als eine bedeutende Entwicklung für die moderne Kriegsführung betrachtet werden und es ist sehr wahrscheinlich, dass er in zukünftigen Kriegen umfänglich eingesetzt wird.“

Nach dem Ende seiner aktiven militärischen Karriere war Baden-Powell zunächst Vorsitzender und dann später District Commissioner eines Londoner Stadtteils, zwischen 1918 und 1935 dann District Commissioner des Sevenoaks Districts Cent sowie von 1923 bis zu seinem Tode Beauftragter für Luftfahrt (Headquarters Commissioner for Aviation).

## Einzelbelege
1. ↑  Reviel Netz: Barbed Wire: An Ecology of Modernity. Wesleyan University Press, Middletown 2004, ISBN 978-0-8195-6959-2, S. 93.
2. ↑  Reviel Netz: Barbed Wire: An Ecology of Modernity. Wesleyan University Press, Middletown 2004, ISBN 978-0-8195-6959-2, S. 66.
3. ↑  Zitiert nach Reviel Netz: Barbed Wire: An Ecology of Modernity. Wesleyan University Press, Middletown 2004, ISBN 978-0-8195-6959-2, S. 93.

| Personendaten    | Personendaten                                                                                                |
| ---------------- | --- |
| NAME             | Baden-Powell, Baden                                                                                          |
| ALTERNATIVNAMEN  | Baden-Powell, Baden Fletcher Smyth (vollständiger Name)                                                      |
| KURZBESCHREIBUNG | britischer Offizier und Pionier der Militärluftfahrt und zeitweilig Präsident der Royal Aeronautical Society |
| GEBURTSDATUM     | 22. Mai 1860                                                                                                 |
| STERBEDATUM      | 3. Oktober 1937                                                                                              |